# Diocèse de Dinajpur
Le diocèse de Dinajpur (Dioecesis Dinaipurensis) est un siège de l'Église catholique au Bangladesh suffragant de l'archidiocèse de Dacca. En 2013, il comptait 54.082 baptisés pour 16.827.061 habitants. Il est tenu par Mgr Sebastian Tudu.

## Territoire
Le diocèse comprend la division (instituée en janvier 2010) de Rangpur dans le nord-ouest du Bangladesh.
Le siège épiscopal est à Dinajpur, où se trouve la cathédrale Saint-François-Xavier.
Le territoire est subdivisé en 16 paroisses.

## Histoire
Le diocèse est érigé le 25 mai 1927 par le bref apostolique Supremi Apostolatus de Pie XI, recevant son territoire du diocèse de Krishnagar (en).
Le 17 janvier 1952, il cède une portion de territoire à l'avantage de la nouvelle préfecture apostolique de Malda (aujourd'hui diocèse de Dumka) et du diocèse de Jalpaiguri (en).
Le 21 mai 1990, il cède encore une portion de territoire à l'avantage du nouveau diocèse de Rajshahi.
Ce diocèse connaît la persécution de la part de la majorité musulmane du pays. De nombreux épisodes violents ont lieu contre la minorité catholique issue souvent en plus de minorités ethniques.

## Ordinaires
- Santino Taveggia (it), P.I.M.E. † (18 juin 1927 - 2 juin 1928)
- Giovanni Battista Anselmo, P.I.M.E. † (7 février 1929 - 16 octobre 1947)
- Giuseppe Obert, P.I.M.E. † (9 décembre 1948 - 5 septembre 1968)
- Michael Rozario (de) † (5 septembre 1968 - 17 décembre 1977, nommé archevêque de Dacca)
- Theotonius Gomes (it), C.S.C. (19 décembre 1978 - 23 février 1996, nommé évêque auxiliaire de Dacca)
- Moses Costa (it), C.S.C. (5 juillet 1996 - 6 avril 2011, nommé évêque de Chittagong)
- Sebastian Tudu (en), depuis le 29 octobre 2011

## Statistiques
- En 1950, le diocèse comptait 35.510 baptisés pour une population de 9.776.134 habitants (0,4 %), 41 prêtres dont 33 réguliers, 4 religieux et 24 religieuses dans 17 paroisses
- En 1970, le diocèse comptait 24.537 baptisés pour une population de 15.800.000 habitants (0,2 %), 28 prêtres dont 27 réguliers,	32 religieux et 60 religieuses dans 15 paroisses
- En 2000, le diocèse comptait 39.374 baptisés pour une population de 15.157.600 habitants (0,3 %), 38 prêtres dont 15 réguliers,	19 religieux et 108 religieuses dans 13 paroisses
- En 2013, le diocèse comptait 54.082 baptisés pour une population de 16.827.061 habitants (0,3 %), 59 prêtres dont 27 réguliers,	44 religieux et 231 religieuses dans 16 paroisses[3].